# Israel Kirzner
Israel Meir Kirzner (13 de fevereiro de 1930) é um rabino ortodoxo e economista estadunidense, de origem britânica da Escola Austríaca.

## Biografia
Filho de um bem conhecido rabino e talmudista, Kirzner nasceu em Londres e foi para os EUA via África do Sul.

## Ensino
Kirzner estudou na Universidade da Cidade do Cabo, África do Sul, em 1947-48 e no University of London External Programme em 1950-51, fez bacharelado em artes no Brooklyn College em 1954 e recebeu MBA em 1955 e é Ph.D. pela Universidade de Nova Iorque 1957 (estudando sob Ludwig von Mises).

## Economia
Kirzner é professor emérito de economia na Universidade de Nova York e uma das principais autoridades no pensamento e na metodologia de economia de Ludwig von Mises. A pesquisa de Kirzner sobre economia do empreendedorismo também é amplamente reconhecida. Seu livro, Competição e Empreendedorismo, critica a teoria neoclássica por sua preocupação com o modelo de competição perfeita, que negligencia o importante papel do empresário na vida econômica. O trabalho de Kirzner integrando a ação empreendedora na economia neoclássica foi mais amplamente aceito do que quase qualquer outra ideia austríaca do final do século XX.
Em 2006, Kirzner recebeu o Prêmio Global de Pesquisa de Empreendedorismo  "por desenvolver a teoria econômica enfatizando a importância do empreendedor para o crescimento econômico e o funcionamento do processo capitalista." Embora as idéias de Kirzner tenham causado grande impacto no campo da estudos de empreendedorismo, ele tem sido principalmente associado à visão de descoberta de oportunidade. No entanto, uma leitura cuidadosa do trabalho de Kirzner sugeriria que seu trabalho sobre empreendedorismo pode ser dividido em dois campos, um enfocando a descoberta e outro na criação.
Como Joseph Schumpeter, o trabalho de Kirzner pode ser dividido em Kirzner parte 1 e Kirzner parte 2.  O principal trabalho de Kirzner está na economia do conhecimento e do empreendedorismo e na ética dos mercados. Kirzner disse que concorda com a afirmação de Roger Garrison de que o trabalho de Kirzner toma o meio termo, ao contrário da recente posição mais extrema de alguns economistas da Escola Austríaca que negam a relevância do equilíbrio de mercado. 
A Universidade Francisco Marroquín concedeu-lhe o título de Doutor Honorário por suas contribuições à teoria econômica. O Doutorado Honorário da Universidade Francisco Marroquín UFM também nomeou o Centro de Empreendedorismo Kirzner em sua homenagem.

## Publicações
O Liberty Fund está atualmente publicando as Obras coletadas de Israel Kizner em dez volumes sob a supervisão de Peter Boettke e Frederic Sautet. O primeiro volume, The Economic Point of View, saiu em dezembro de 2009, o segundo volume, Market Theory and the Price System, em maio de 2011 e o terceiro volume, Essays on Capital, em junho de 2012. O quarto volume, Concorrência e Empreendedorismo , foi lançado em 2013, que também completava os 40 anos de publicação do livro.
Alguns de seus trabalhos sobre economia incluem:
- Market Theory and the Price System. Van Nostrand, 1963.
- An Essay on Capital. A.M. Kelley, 1966.
- Competition and Entrepreneurship. Chicago, 1973. ISBN 0226437760.
- Perception, Opportunity and Profit: Studies in the Theory of Entrepreneurship. Chicago, 1973.

- The Economic Point of View: An Essay in the History of Economic Thought. Kansas City: Sheed and Ward, 1976.
- Discovery and the Capitalist Process. University of Chicago Press, 1985. ISBN 0226437779.
- Discovery, Capitalism and Distributive Justice. Basil Blackwell, 1989.
- The Meaning of Market Process. Routledge, 1992. ISBN 0415137381 / ISBN 0415068665.
- The Driving Force of the Market. Routledge, 2000. ISBN 0415228239.

## Judaísmo ortodoxo
Kirzner é também um ordenado rabino Haredi e especialista do Talmud e serve como rabino da congregação anteriormente conduzida por seu pai no Brooklyn, Nova Iorque. Ele é um dos mais famosos discípulos do rabino Isaac Hutner, o último deão da Yeshiva Rabbi Chaim Berlin, onde estudou por muitos anos durante os mesmos anos obteve seu treinamento acadêmico. Kirzner é uma autoridade sobre escritos de Hutner e é um dos poucos editores oficiais de todas as obras que Hutner escreveu.